# Licze
Licze (niem. Littschen) – wieś w Polsce położona w województwie pomorskim, w powiecie kwidzyńskim, w gminie Kwidzyn przy drodze wojewódzkiej nr 521.
W latach 1954–1957 wieś należała i była siedzibą władz gromady Licze, po jej zniesieniu w gromadzie Rakowiec. W latach 1975–1998 miejscowość administracyjnie należała do województwa elbląskiego.
Znajduje się tu nieczynna stacja kolejowa Licze.

## Zabytki
Według rejestru zabytków NID na listę zabytków wpisany jest zespół dworski:
- Dwór w Liczach z 1664, XIX w.[6]. Dwór w stylu holenderskiego klasycyzującego baroku, wzniesiony w 1664 dla Jana von Kospot, kanclerza i komendanta Kwidzyna, przebudowany na przełomie XIX i XX w[7]. W XIX wieku dobudowano dwa skrzydła. Jego budowniczym był Jan Kapot – kanclerz Kwidzyna i właściciel 10 okolicznych wsi. Po przejęciu zarządzania majątkiem przez Karla Gorga, dwór był siedzibą jego rodziny do 1931 roku. Później, do roku 1945, budynek wykorzystywano jako obóz pracy. Po wojnie mieściły się tam magazyny wojskowe i WZPOiW, a następnie szkoła budowlana utworzona przez kwidzyńskie Przedsiębiorstwo Budownictwa Rolniczego. Od 1970 aż do 1984 dworek stał pusty; wówczas kupiła go Stanisława Burnos. Dworek jest zbudowany na planie prostokąta, murowany z palonej cegły. Gzymsy zostały wykonane z drewna dębowego, a ornamentalne detale z piaskowca. Budynek był wzorowany na renesansie holenderskim. Nad wejściem widnieje napis z psalmu 118 "Panu zaufać i nie zdać się na ludzi...", a w holu na drewnianym malowanym stropie znajdują się inskrypcje opiewające uroki życia doczesnego. Wewnątrz budynku znajduje się bogata zdobiona klatka schodowa, marmurowa posadzka o układzie szachownicowym. Do wyposażenia wnętrza należą m.in. rzeźbiony sekretarzyk, chińskie wazy, zabytkowy piec kaflowy oraz fortepian z epoki Chopina. Obszerny dziedziniec otaczają długie XIX-wieczne budynki gospodarcze – obory zdobione medalionami z wypukło rzeźbionymi głowami krów. Obecnie dwór służy jako dom spokojnej starości.
- park z XVIII w., zmiany w drugiej poł. XIX, nr rej.: A-336 z 17.11.1983
- budynek bramny.